# The 51st State
The 51st State (Alternativtitel: Formula 51) ist eine britisch-kanadische Filmkomödie mit Samuel L. Jackson von Ronny Yu aus dem Jahr 2001.

## Handlung
Elmo McElroy studiert auf dem College Pharmakologie. Nach erfolgreichem Abschluss des Studiums im Jahr 1971 genießt er während einer Autofahrt einen Joint, bis er dabei von einem Polizisten angehalten und  festgenommen wird – seine Karriere ist somit vorerst beendet.
Später versucht McElroy, den Drogenboss Lizard zu töten, indem er ein Gebäude sprengt. Einige Leute sterben, doch der überlebende Lizard setzt die Killerin Dakota Parker auf McElroy an. Dieser fährt nach Liverpool, wo er die von ihm für Lizard entwickelte Droge verkaufen will. Dort trifft er Felix DeSouza, der für den Drogenboss Durant arbeitet. Lizard weist Parker telefonisch an, McElroys Drogenformel zu besorgen.
DeSouza und McElroy stellen die Droge her. Dafür erhält McElroy von Iki, einem Drogendealer, 20 Millionen US-Dollar. Eine Gruppe Skinheads will am Geschäft teilhaben und wird gewaltsam abgewiesen. Es stellt sich heraus, dass Dakota Parker – die eigentlich Dawn heißt – die Ex-Freundin von DeSouza ist.
Lizard tötet Iki und verlangt die Herausgabe der Formel. Der von McElroy gemixte Drink, den Lizard währenddessen einnimmt, erweist sich dabei als Sprengstoff. McElroy, DeSouza und Parker überleben die Explosion versteckt hinter einem Regenschirm.
Es stellt sich heraus, dass McElroys Droge nur ein Placebo ist, um seine Partner auszutricksen. Er gibt DeSouza und Parker, die sich ihnen angeschlossen hat, die versprochenen Anteile an den 20 Millionen, die er von Iki bekommen hat. Am Ende werden Parker und DeSouza wieder ein Paar. In der letzten Szene erwirbt McElroy für sieben Millionen Dollar den schottischen Stammsitz der McElroys. Es stellt sich heraus, dass McElroys Vorfahren einst Sklaven der McElroys waren, so dass er nun „den Besitz seines Herrn“ beansprucht.

## Kritiken
Mike Clark beschrieb den Film in der USA Today vom 17. Oktober 2002 als „Idiotie mit hohem Tempo“ („idiocy on a fast pace“).
Roger Ebert nannte The 51st State in der Chicago Sun-Times vom 18. Oktober 2002 einen „viertklassigen Pulp Fiction“.
James Berardinelli bezeichnete die Actionkomödie in seiner Kritik auf ReelViews als ein „guilty pleasure“.

„Der Film will die britische Antwort auf "Pulp Fiction" sein, scheitert aber in jeder Hinsicht: Ein Running Gag mit debilen Skinheads nutzt sich schnell ab, die Handlungslöcher sind gigantisch und die Nebenfiguren so dämlich, dass Rhys Ifans als Drogendealer desillusioniert zugibt "Ich geh mir schon selbst auf den Sack". Fazit: Äußerlich stylish, innen ganz hohl.“

„Präzise entwickelte Genregeschichte in witziger Inszenierung und mit spielfreudigen Darstellern, die die Handlung flott und witzig vorantreibt.“

„Hongkong-Regisseur Ronny Yu (...) beweist hier erneut sein Geschick für Action geladene Unterhaltung, bewegt sich gekonnt auf den Spuren von Werken wie "Snatch – Schweine und Diamanten" und zeigt eine gewalttätige, muntere Welt jenseits von Gut und Böse. Besonders gut: Samuel L. Jackson, der hier wohl in Anlehnung an seinen Filmnamen in England nur mit Schottenrock unterwegs ist, und Robert Carlyle als Kleingauner im Liverpool-Trikot.“

## Auszeichnungen
Der Film wurde im Jahr 2003 für den Tonschnitt für den Directors Guild of Canada Award nominiert.

## Hintergrund
Der Film wurde in Los Angeles, in Liverpool und in Mexiko gedreht. Seine Produktionskosten betrugen schätzungsweise 28 Millionen US-Dollar. Der Film spielte in den Kinos der USA ca. 5,2 Millionen US-Dollar ein und ca. 3,68 Millionen Pfund Sterling in den britischen Kinos.